# Rasmus Bøgh Wallin
Rasmus Bøgh Wallin (Hellerup, Gentofte, Hovedstaden, 2 de gener de 1996) és un ciclista danès professional des del 2016 i actualment a l'equip Restaurant Suri-Carl Ras.

## Palmarès
- 2017
  - 1r al Gran Premi Kalmar
- 2018
  - 1r a la Skive-Løbet
- 2019
  - 1r a la Scandinavian Race Uppsala
- 2022
  - 1r a la Scandinavian Race Uppsala
  - 1r a l'Okolo jižních Čech i vencedor de 2 etapes
- 2023
  - 1r a l'Arno Wallaard Memorial
  - 1r a la Volta a Estònia i vencedor d'una etapa
  - 1r al Gran Premi Rik Van Looy
  - Vencedor d'una etapa al South Aegean Tour
  - Vencedor d'una etapa a l'Okolo Jižních Čech